# Курдыдык, Анатоль
Анатоль-Юлиан Курдыдык (укр. Анатоль-Юліан Курдидик, 24 июля 1905, Подгайцы — 25 июня 2001, Виннипег) — украинский писатель, поэт, журналист, общественный деятель, составитель книг, автор предисловий и примечаний к книгам.

## Биография
Родился Анатоль-Юлиан Курдыдык в Подгайцах как старший сын о. Петра и Стефании (из рода де остоя Стеблецка) Курдыдык. Младший брат Анатолия — Ярослав Курдыдык.
Провёл детство в селе Покропивная, посещал школу в Тернополе, а в 1916 году перешёл в украинскую академическую гимназию во Львове. В 1924 году, перед выпускными экзаменами, был арестован польскими властями и на три месяца заключён в тюрьму в Бережанах. Впоследствии, получив, как политзаключённый, разрешение на допуск к экзамену на аттестат зрелости, получил его в 1926 году.
Обучался на юридическом факультете Университета Яна Казимира, после вступительных экзаменов в 1926 был мобилизован в польскую армию, в которой прослужил 1,5 года в чине рядового пехотного полка № 2 в Пиньчуве. Пойманный за чтением подпольной газеты «Сурма» (ежемесячника УВО), посажен в военную тюрьму в Перемышле — и, освобождён из корпусной тюрьмы после трёх месяцев казематного заключения, навсегда выбирает жизненный путь украинского литератора и журналиста.

## Литературная деятельность
Ранняя литературная деятельность Анатоля Курдыдык неотъемлемо связана со львовскими литературными группами «Листопад» и «12», с Обществом писателей и журналистов им. Ивана Франко в довоенном Львове. Как поэт и фельетонист печатался в журналах «Украинский голос», «Вести из Луга», «Навстречу», «Воскресенье», «Дажбог», «Женская доля», «Новый дом», «Дело», «Студенческий путь», «Просвещение»; как юморист — в «Комаре» и «Зизе».
Переехал после Второй мировой войны в Канаду, возглавлял в Торонто Литературно-художественный клуб, был соучредителем и председателем Союза украинских журналистов Канады; в г. Виннипег — организатор и президент Литературно-художественного клуба (1963—1973). Член Объединения украинских писателей «Слово» и Украинской свободной академии наук.

## Журналистская деятельность
Жизнь внесла свои коррективы и заставила Анатоля Курдыдык писать публицистику: его журналистская деятельность берёт начало в Перемышле в издании «Украинский голос» (1928—1929), продолжается во Львове в еженедельнике «Воскресенье» (1929—1934) и завершается в дневнике «Дело» (1934—1939).
С наступлением «золотого сентября» (захвата восточных областей Польши Советским Союзом), будучи уже известным литератором и журналистом со стажем, эмигрировал: ФРГ (1945—1951), Канада (с 1951 года). После советской оккупации Львова работает как венский корреспондент для «Краковских вестей» (1940—1945) и как сотрудник газеты для украинских беженцев «Воскресенье» в городе Ашаффенбург, Германия (1945—1949).
С 1951 года в Канаде: в Торонто — с 1954 сотрудник газеты «Украинский рабочий»; с 1956 соучредитель и редактор еженедельника «Свободное слово» (до 26 июня 1960). В городе Виннипег — редактор еженедельника «Новый путь» (1960—1962) и соредактор «Прогресса» (1962—1970), сотрудник-корреспондент с 1970 г. «Украинского голоса».
Играл заметную роль в культурной жизни украинской диаспоры в Канаде. За долголетнюю работу на поле украинской журналистики награждён в 1974 г. Медалью Шевченко Конгресса украинцев Канады.

## Литературные псевдонимы и криптонимы
Анатоль Бовшивський, Осий Гольтипака, Осип Гольтипака, Рогатинець, Осий Г., О. Г., АКА, Ака, А. К., А. К., — а, А

## Книжные издания
1924:
«Вот мак»
1929:
«Ясные огне: Рассказы»
1932:
«Маленькие борцы: Рассказы из недавнего прошлого»
1934:
«Два часа в доме украинского инвалида»
1935:
«Тайна одного знакомого: Рассказы»
«До ясного завтра: Краткий обзор новейших достижений человеческого духа»
1936:
«До солнца золотого»
1939:
«От Попрада по Тису: Немного о прошлом и нынешнем Карпатской Украине»
«Себе самому: Рассказы о хозяйственно-садоводческую школу „Просвиты“ в Милованни»
1943, 2007 (перепечатка):
«Три короля и дама»
1977:
«Записки из будней: Фельетоны и очерки»